# Craugastor rugulosus
Craugastor rugulosus é uma espécie de anfíbio da família Craugastoridae.
É endémica do México.
Os seus habitats naturais são: florestas secas tropicais ou subtropicais , regiões subtropicais ou tropicais húmidas de alta altitude e rios.
Está ameaçada por perda de habitat.